# ايمانويل أيالا
ايمانويل أيالا (بالإسبانية: Emmanuel Ayala)‏ هو لاعب كرة قدم مكسيكي، ولد في 31 أغسطس 1995 في تيخوانا في المكسيك.

## وصلات خارجية
- ايمانويل أيالا على موقع قاعدة بيانات كرة القدم.إي يو (الإنجليزية)